# 楡原駅 (新潟県)
楡原駅（にればらえき）は、かつて新潟県栃尾市（現在の長岡市）に存在した、越後交通栃尾線の駅である。1973年（昭和48年）、栃尾線の部分廃止により廃駅となった。

## 歴史
- 1916年（大正5年）1月14日 - 栃尾鉄道上太田（後に上北谷に改称）- 栃尾間に楡原停留場として新設される[2][3]。
- 1956年（昭和31年）11月20日 - 社名変更に伴い栃尾電鉄の駅となる。
- 1960年（昭和35年）10月1日 - 長岡鉄道、中越自動車との3社合併により越後交通の駅となる。
- 1973年（昭和48年）4月16日 - 上見附-栃尾間廃止に伴い廃駅となる[1]。

## 現状
駅周辺の路盤跡は県道19号に転用された。駅跡地には越後交通・楡原バス停がある。上り車線側にある待合室付近にホームが存在した。
- 同バス停には、急行長岡駅前 = 見附 = 栃尾（楡原トンネル経由）一系統のみが停車する。（2019年6月現在）

楡原トンネル
当駅から見附方向に県道を約300m進むと楡原トンネルとなる。これは栃尾線の牛ケ嶺隧道跡を転用したものであるが、1986年の県道供用開始時点で二車線用に拡張されており原型をとどめていない。

## 隣の駅
越後交通
越後交通栃尾線
上北谷駅 - 楡原駅  - 栃尾駅